# Petrolina de Goiás
Petrolina de Goiás é um município brasileiro do Estado de Goiás, na Mesorregião Centro Goiano e na Microrregião de Anápolis. Está localizada a 62 quilômetros ao norte da capital do Estado de Goiás, Goiânia, servida pela GO-080, que liga Goiânia à Rodovia Belém-Brasília, passando por Nerópolis, Petrolina de Goiás e São Francisco de Goiás.
Petrolina de Goiás está a 19 km ao Sudoeste de São Francisco de Goiás; 23 km a Noroeste de Ouro Verde de Goiás; 21 km a Nordeste de Damolândia de Goiás; 51 km ao Norte de Nerópolis e 23 km a Leste de Santa Rosa de Goiás. Localiza-se também a 54 quilômetros do seu Centro Regional, Anápolis, sendo esta a terceira maior cidade do Estado de Goiás. Os municípios vizinhos com quais Petrolina de Goiás faz fronteiras são: Damolândia de Goiás, Ouro Verde de Goiás, Pirenópolis, São Francisco de Goiás, Santa Rosa de Goiás e Inhumas.
Segundo dados do CENSO/IBGE de 2010, sua população era de 10.285 habitantes.

## História
Petrolina de Goiás teve suas origens devido à fertilidades de suas terras às margens do Córrego Descoberto. Joaquim Pedro e sua família doaram as terras para a criação do povoado e a construção da capela de Santa Maria Eterna, padroeira da cidade. O primeiro nome dado ao povoado foi de "Descoberto"; mais tarde, quando o povoado foi elevado à condição de distrito, este recebeu o nome de Petrolina, em homenagem ao seu fundador, Senhor Pedro. Em 1932, Petrolina tornou-se distrito do município de Jaraguá. Em 1943, o nome do distrito foi trocado para "Goialina", e somente em 1948, pela lei de criação do município, Petrolina de Goiás recebeu novamente o nome atual. A cidade foi fundada em 8 de outubro de 1948.

## Economia
A economia do município de Petrolina de Goiás está baseada na agricultura de arroz, feijão, mandioca, milho, hortifrutigranjeiros e sorgo, bem como pecuária de leite e corte, sendo estas últimas as principais.